# Pareas chinensis
Pareas chinensis är en ormart som beskrevs av Thomas Barbour 1912. Pareas chinensis ingår i släktet Pareas och familjen snokar. Inga underarter finns listade i Catalogue of Life.
Arten förekommer i Kina i provinserna Sichuan, Yunnan, Guangxi, Jiangxi och Guangdong. Den lever även i området kring Hongkong. Individerna vistas i fuktiga landskap som skogar, buskskogar, odlingsmark och trädgårdar. De äter snäckor och sniglar. Pareas chinensis är nattaktiv. Honor lägger ägg och antalet ägg per tillfälle antas vara 2 till 9 liksom hos nära besläktade ormar.
Pareas chinensis är ganska sällsynt men för beståndet är inga hot kända. IUCN listar arten som livskraftig (LC).